# Горбунов, Никита Андреевич
Ники́та Андреевич Горбуно́в (туркм. Nikita Andreýewiç Gorbunow; 14 февраля 1984) — туркменский футболист русского происхождения, вратарь клуба «Алтын Асыр» и национальной сборной Туркменистана.

## Карьера
Начинал выступления в большом футболе в клубе «Ниса» в 2000 году.
В сентябре 2013 года в составе «Балкана» стал обладателем Кубка президента АФК 2013.
В 2015 году перешёл в «Ахал».
С 2016 года игрок ашхабадского «Алтын Асыра».

## Международная карьера
Вызывался в национальную сборную Туркменистана на отборочные матчи Чемпионата мира 2010. В 2014 году получил приглашение в национальную команду для участия в Кубке вызова АФК. На турнире выступал с повязкой капитана, однако действовал неудачно, в матче против Афганистана получил удаление, а сборная выбыла из турнира.

## Достижения
- Балкан
  - Победитель Кубка президента АФК: 2013